# Lukas Klostermann
Lukas Klostermann (Herdecke, 3 juni 1996) is een Duits voetballer die doorgaans als centrale verdediger speelt. Hij tekende in 2014 bij RB Leipzig, dat hem overnam van VfL Bochum. Klostermann debuteerde in 2019 in het Duits voetbalelftal.

## Clubcarrière
Klostermann speelde in de jeugd voor FSV Gevelsberg, SSV Hagen en VfL Bochum. Op 14 maart 2014 debuteerde hij in de 2. Bundesliga tegen VfR Aalen als invaller voor Paul Freier. In zijn eerste seizoen kwam hij tot een totaal van negen competitiewedstrijden. In augustus 2014 werd de centrumverdediger voor één miljoen euro verkocht aan reeksgenoot RB Leipzig. Op 29 oktober 2014 debuteerde hij voor zijn nieuwe club in de DFB-Pokal tegen Erzgebirge Aue. Op 24 april 2015 maakte Klostermann zijn eerste doelpunt voor RB Leipzig tegen SV Darmstadt 98.

## Clubstatistieken
| Seizoen     | Club        | Competitie    | Competitie | Competitie | Beker | Beker | Internationaal | Internationaal | Totaal | Totaal |
| Seizoen     | Club        | Competitie    | Wed.       | Dlp.       | Wed.  | Dlp.  | Wed.           | Dlp.           | Wed.   | Dlp.   |
| ----------- | ----------- | ------------- | ---------- | ---------- | ----- | ----- | -------------- | -------------- | ------ | ------ |
| 2013/14     | VfL Bochum  | 2. Bundesliga | 9          | 0          | 0     | 0     | —              | —              | 9      | 0      |
| 2014/15     | RB Leipzig  | 2. Bundesliga | 13         | 1          | 2     | 0     | —              | —              | 15     | 1      |
| 2015/16     | RB Leipzig  | 2. Bundesliga | 30         | 1          | 1     | 0     | —              | —              | 31     | 1      |
| 2016/17     | RB Leipzig  | Bundesliga    | 1          | 0          | 0     | 0     | —              | —              | 1      | 0      |
| 2017/18     | RB Leipzig  | Bundesliga    | 26         | 1          | 2     | 0     | 11             | 0              | 39     | 1      |
| 2018/19     | RB Leipzig  | Bundesliga    | 26         | 5          | 5     | 0     | 9              | 0              | 40     | 5      |
| 2019/20     | RB Leipzig  | Bundesliga    | 8          | 1          | 1     | 1     | 3              | 0              | 12     | 2      |
| Club totaal | Club totaal | Club totaal   | 113        | 9          | 11    | 1     | 23             | 0              | 147    | 10     |

Bijgewerkt t/m 26 oktober 2019

## Interlandcarrière
Klostermann speelde in 2013 zes interlands voor Duitsland –17. In 2014 debuteerde hij voor Duitsland –19, waarmee hij in 2015 deelnam aan het Europees kampioenschap voor spelers onder 19 jaar. Op 3 september 2015 maakte hij zijn debuut in het Duits voetbalelftal onder 21.
Klostermann debuteerde op 20 maart 2019 onder leiding van bondscoach Joachim Löw in het Duits voetbalelftal. Hij speelde toen negentig minuten in een oefeninterland tegen Servië (1–1).
| Interlands van Lukas Klostermann voor Duitsland | Interlands van Lukas Klostermann voor Duitsland | Interlands van Lukas Klostermann voor Duitsland | Interlands van Lukas Klostermann voor Duitsland | Interlands van Lukas Klostermann voor Duitsland | Interlands van Lukas Klostermann voor Duitsland | Interlands van Lukas Klostermann voor Duitsland |
| №                                               | Datum                                           | Wedstrijd                                       | Uitslag                                         | Soort wedstrijd                                 | Doelpunten                                      |                                                 |
| Als speler bij RB Leipzig                       | Als speler bij RB Leipzig                       | Als speler bij RB Leipzig                       | Als speler bij RB Leipzig                       | Als speler bij RB Leipzig                       | Als speler bij RB Leipzig                       | Als speler bij RB Leipzig                       |
| ----------------------------------------------- | ----------------------------------------------- | ----------------------------------------------- | ----------------------------------------------- | ----------------------------------------------- | ----------------------------------------------- | ----------------------------------------------- |
| 1.                                              | 20 maart 2019                                   | Duitsland – Servië                              | 1 – 1                                           | Vriendschappelijk                               |                                                 |                                                 |
| 2.                                              | 8 juni 2019                                     | Wit-Rusland – Duitsland                         | 0 – 2                                           | Kwalificatie EK 2020                            |                                                 |                                                 |
| 3.                                              | 6 september 2019                                | Duitsland – Nederland                           | 2 – 4                                           | Kwalificatie EK 2020                            |                                                 |                                                 |
| 4.                                              | 9 september 2019                                | Noord-Ierland – Duitsland                       | 0 – 2                                           | Kwalificatie EK 2020                            |                                                 |                                                 |
| 5.                                              | 9 oktober 2019                                  | Duitsland – Argentinië                          | 2 – 2                                           | Vriendschappelijk                               |                                                 |                                                 |
| 6.                                              | 13 oktober 2019                                 | Estland – Duitsland                             | 0 – 3                                           | Kwalificatie EK 2020                            |                                                 |                                                 |
| 7.                                              | 16 november 2019                                | Duitsland – Wit-Rusland                         | 4 – 0                                           | Kwalificatie EK 2020                            |                                                 |                                                 |
| 8.                                              | 19 november 2019                                | Duitsland – Noord-Ierland                       | 6 – 1                                           | Kwalificatie EK 2020                            |                                                 |                                                 |

Bijgewerkt op 2 januari 2020.

## Erelijst
| DFB-Pokal | 2x | 2021/22, 2022/23 |